# Listă de forme de relief pe Triton
Aceasta este o listă de forme de relief numite, de diferite tipuri, pe Triton, cel mai mare sarelit al planetei Neptun.

## Catenae (lanțuri de cratere)
| Catena        | Numită după          |
| ------------- | -------------------- |
| Kraken Catena | Krakenul (norvegian) |
| Set Catena    | Set (Egipt)          |

## Cavi
Cavi tritonieni sunt numiți după spiritele mitologice ale apei.
| Cavus          | Numit după                      |
| -------------- | ------------------------------- |
| Apep Cavus     | Apep (egiptean)                 |
| Bheki Cavus    | Bheki (indian)                  |
| Dagon Cavus    | Dagon (babilonian)              |
| Hekt Cavus     | Heget (egiptean)                |
| Hirugo Cavus   | Hiruko (japonez)                |
| Kasyapa Cavus  | Kashyapa (hindus)               |
| Kulilu Cavus   | Kulilu (babilonian)             |
| Mah Cavus      | Mah (persană)                   |
| Mangwe Cavus   | Mangwe (poporul Ila din Zambia) |
| Ukupanio Cavus | Ukupanipo (hawaian)             |

## Cratere
| Crater   | Numit după                           |
| -------- | ------------------------------------ |
| Amarum   | Amarum (poporul Quechua din Ecuador) |
| Andvari  | Andvari (norvegiană)                 |
| Cay      | Cay (Maya)                           |
| Ilomba   | Ilomba (poporul Lozi din Zambia)     |
| Kurma    | Kurma (hindus)                       |
| Mazomba  | Mazomba (oamenii Chaga din Tanzania) |
| Ravgga   | Ravgga (finlandeză)                  |
| Tangaroa | Tangaroa (maori)                     |
| Vodyanoy | Vodyanoi (slavi)                     |

## Dorsa (creste)
| Dorsum     | Coordonate          | Diametru (km) | Data de aprobare | Numit după                            | Ref   |
| ---------- | ------------------- | ------------- | ---------------- | ------------------------------------- | ----- |
| Awib Dorsa | 7°S 80°V / 7°S 80°V | 0             | 1991             | Cuvânt pentru „ploaie” din limba Nama | WGPSN |

## Fossae (șanțuri)
Fossaele tritoniene sunt numite după corpuri de apă sacre.
| Fossa         | Coordonate                    | Diametru (km) | Data de aprobare | Numită după            | Ref   |
| ------------- | ----------------------------- | ------------- | ---------------- | ---------------------- | ----- |
| Jumna Fossae  | 13°30′S 44°00′E / 13.5°S 44°E | 0             | 1991             | Râul Jumna, India      | WGPSN |
| Raz Fossae    | 8°00′N 21°30′E / 8°N 21.5°E   | 0             | 1991             | Pointe du Raz,Bretania | WGPSN |
| Yenisey Fossa | 3°00′N 56°12′E / 3°N 56.2°E   | 0             | 1991             | Râul Enisei, Siberia   | WGPSN |

## Maculae (pete întunecate)
Maculeale tritoniene sunt numite după spirite ale apei din diverse mitologii.
| Macula          | Numită după                      |
| --------------- | -------------------------------- |
| Akupara Maculae | Akupara, hindus                  |
| Doro Macula     | Doro, poporul Nanais din Siberia |
| Kikimora Macula | Kikimora, slavă                  |
| Namazu Macula   | Namazu, japoneză                 |
| Rem Macula      | Rem, egiptean                    |
| Viviane Macula  | Viviane, britanică               |
| Zin Maculae     | Zin, Niger                       |

## Paterae (cratere neregulate)
Pateraele tritoniene sunt numite după ape sacre și monștri marini din diverse mitologii.
| Patera           | Numită după                                |
| ---------------- | ------------------------------------------ |
| Dilolo Patera    | Lago Dilolo, Angola                        |
| Gandvik Patera   | Gandvik, nordic                            |
| Kasu Patera      | Lacul Kasu, zoroastrismul                  |
| Kibu Patera      | Insula Kibu, poporul Mabuiag din Melanesia |
| Leviathan Patera | Leviatan, ebraică                          |

## Planitiae (câmpii)
Câmpiile tritoniene sunt numite după tărâmuri apoase în diverse mitologii.
| Planitia         | Numită după         |
| ---------------- | ------------------- |
| Ruach Planitia   | Ruach, francez      |
| Ryugu Planitia   | Ryūgū, japoneză     |
| Sipapu Planitia  | Sipapu, Pueblo      |
| Tuonela Planitia | Tuonela, finlandeză |

## Plana (podișuri)
Podișurile tritoniene poartă numele unor insule legendare.
| Planum           | Numit după                                    |
| ---------------- | --------------------------------------------- |
| Abatos Planum    | Abatos, egiptean                              |
| Cipango Planum   | Cipangu, numele lui Marco Polo pentru Japonia |
| Medamothi Planum | Medamothi, francez                            |

## Pene
Penele vulcanice de pe Triton sunt numite după spirite ale apei în diverse mitologii.
| Pană     | Numită după      |
| -------- | ---------------- |
| Hili     | Hili, Zulu       |
| Mahilani | Mahilani, Tongan |

## Regiones (regiuni)
Regiunile tritoniene sunt numite după imagini din diverse mitologii.
| Regio         | Numit după                                 |
| ------------- | ------------------------------------------ |
| Bubembe Regio | Insula Bubembe, oamenii Baganda din Uganda |
| Monad Regio   | Monad, chineză                             |
| Uhlanga Regio | Uhlanga, Zulu                              |

## Sulci
Sulcii sunt canale lungi, paralele. Sulci tritonieni poartă numele râurilor sacre din mitologia diferitelor culturi.
| Sulci         | Numit după                |
| ------------- | ------------------------- |
| Bia Sulci     | Râul Bia (Yoruba)         |
| Boynne Sulci  | Râul Boyne (celtic)       |
| Ho Sulci      | Râul Ho (chineză)         |
| Kormet Sulci  | Râul Kormet (norvegiană)  |
| Leipter Sulci | Râul Leipter (norvegiană) |
| Lo Sulci      | Râul Luo (chineză)        |
| Ob Sulci      | Râul Ob (Ostiak)          |
| Ormet Sulci   | Râul Ormet (norvegiană)   |
| Slidr Sulci   | Râul Slidr (norvegiană)   |
| Tano Sulci    | Râul Tano (yoruba)        |
| Vimur Sulci   | Râul Vimur (norvegiană)   |
| Yasu Sulci    | Râul Yasu (japonez)       |